# Geki (autóversenyző)
"Geki" (született nevén: Giacomo Russo, Milánó, 1937. október 23. – Caserta, 1967. június 18.) olasz autóversenyző.

## Pályafutása
1964-ben megnyerte hazája Formula–3-as bajnokságát.
Pályafutása alatt a Formula–1-es világbajnokság három versenyén szerepelt. Mindössze egy alkalommal ért célba, az 1966-os olasz futamon kilencedik lett.
1967. június 18-án egy olasz Formula–3-as viadalon vesztette életét. A futamon történet egy nagyobb baleset, melyben több autó is összetört. A sérült versenyautók a pályán álltak, elzárva az utat. Nem sokkal a baleset után megérkezett Geki is, aki belerohant a svájci Beat Fehrbe, a falnak csapódott és autója kigyulladt. Geki mellett Fehr, valamint egy olasz pilóta, Romano Perdomi is meghalt a balesetben.

## Eredményei
Teljes Formula–1-es eredménylistája 
(Táblázat értelmezése)

(Félkövér: pole-pozícióból indult; dőlt: leggyorsabb kört futott) 

| Év   | Csapat                 | Modell       | Motor     | 1   | 2   | 3   | 4   | 5   | 6   | 7     | 8      | 9   | 10  | Helyezés | Pont |
| ---- | ---------------------- | ------------ | --------- | --- | --- | --- | --- | --- | --- | ----- | ------ | --- | --- | -------- | ---- |
| 1964 | Rob Walker Racing Team | Brabham BT11 | BRM V8    | MON | NED | BEL | FRA | GBR | GER | AUT   | ITA Nk | USA | MEX | -        | 0    |
| 1965 | Team Lotus             | Lotus 25     | Climax V8 | RSA | MON | BEL | FRA | GBR | NED | GER   | ITA Ki | USA | MEX | -        | 0    |
| 1966 | Team Lotus             | Lotus 33     | Climax V8 | MON | BEL | FRA | GBR | NED | GER | ITA 9 | USA    | MEX |     | -        | 0    |

## Fordítás
- Ez a szócikk részben vagy egészben  a   Geki (driver) című angol Wikipédia-szócikk fordításán alapul.  Az eredeti cikk szerkesztőit annak laptörténete sorolja fel. Ez a jelzés csupán a megfogalmazás eredetét és a szerzői jogokat jelzi, nem szolgál a cikkben szereplő információk forrásmegjelöléseként.

## Külső hivatkozások
- Profilja a grandprix.com honlapon (angolul)
- Profilja a statsf1.com honlapon (angolul)
- Profilja a driverdatabase.com honlapon (angolul)